# Giorgia Consiglio
Giorgia Consiglio (Italia, 22 de febrero de 1990) es una nadadora italiana especializada en pruebas de larga distancia en aguas abiertas, donde consiguió ser subcampeona mundial en 2010 en los 5 kilómetros en aguas abiertas.

## Carrera deportiva
En el Campeonato Mundial de Natación en Aguas Abiertas de 2010 celebrado en Roberval (Canadá), ganó la medalla de plata en los 5 kilómetros en aguas abiertas, con un tiempo de 1:02:01 segundos, tras la estadounidense Eva Fabian (oro con 1:02.:00 segundos) y por delante de la brasileña Ana Marcela Cunha  (bronce con 1:02:00 segundos); y también ganó la plata en los 10 kilómetros, con un tiempo de 2:05:57 segundos, tras su compatriota Martina Grimaldi.